# 에비노시
에비노시(일본어: えびの市)는 일본 미야자키현 남서부에 있는 시이다.

## 인구
| 연도                        | 인구   | ±%     |
| --------------------------- | ------ | ------ |
| 1920                        | 25,440 | —      |
| 1925                        | 25,815 | +1.5%  |
| 1930                        | 27,730 | +7.4%  |
| 1935                        | 28,582 | +3.1%  |
| 1940                        | 29,252 | +2.3%  |
| 1945                        | 39,425 | +34.8% |
| 1950                        | 41,001 | +4.0%  |
| 1955                        | 40,020 | −2.4%  |
| 1960                        | 37,508 | −6.3%  |
| 1965                        | 33,101 | −11.7% |
| 1970                        | 28,972 | −12.5% |
| 1975                        | 27,241 | −6.0%  |
| 1980                        | 27,246 | +0.0%  |
| 1985                        | 28,034 | +2.9%  |
| 1990                        | 26,826 | −4.3%  |
| 1995                        | 25,872 | −3.6%  |
| 2000                        | 24,906 | −3.7%  |
| 2005                        | 23,079 | −7.3%  |
| 2010                        | 21,616 | −6.3%  |
| 2015                        | 19,538 | −9.6%  |
| 2020                        | 17,638 | −9.7%  |
| Ebino population statistics |        |        |

## 지리
남부는 기리시마산과 에비노고원의 화산과 화산성 고원으로 이루어져 있고 기리시마야쿠 국립공원으로 지정되어 있다. 북부는 고원과 산림으로, 야타케고원을 형성한다. 시내 중심부는 가쿠토 분지이며 온천이 용출한다.

### 기후
해발 1,150m에 있는 에비노고원의 지역 기상관측 시스템에서 기록한 1993년 강수량 8,511mm는 연 강수량의 일본 최대 기록이다. 또 1968년 2월 26일에는 -20.2℃를 기록했는데 규슈 지방에서 최저 기록이다.
| 에비노시의 기후                                              | 에비노시의 기후 | 에비노시의 기후 | 에비노시의 기후 | 에비노시의 기후 | 에비노시의 기후 | 에비노시의 기후 | 에비노시의 기후 | 에비노시의 기후 | 에비노시의 기후 | 에비노시의 기후 | 에비노시의 기후 | 에비노시의 기후 | 에비노시의 기후  |
| 월                                                           | 1월             | 2월             | 3월             | 4월             | 5월             | 6월             | 7월             | 8월             | 9월             | 10월            | 11월            | 12월            | 연간             |
| ------------------------------------------------------------ | --------------- | --------------- | --------------- | --------------- | --------------- | --------------- | --------------- | --------------- | --------------- | --------------- | --------------- | --------------- | ---------------- |
| 역대 최고 기온 °C (°F)                                       | 22.3 (72.1)     | 22.5 (72.5)     | 26.6 (79.9)     | 30.0 (86.0)     | 34.2 (93.6)     | 34.6 (94.3)     | 37.0 (98.6)     | 39.4 (102.9)    | 35.6 (96.1)     | 32.6 (90.7)     | 27.6 (81.7)     | 22.8 (73.0)     | 39.4 (102.9)     |
| 일평균 최고 기온 °C (°F)                                     | 10.8 (51.4)     | 12.5 (54.5)     | 16.0 (60.8)     | 21.0 (69.8)     | 25.3 (77.5)     | 27.0 (80.6)     | 31.0 (87.8)     | 32.0 (89.6)     | 29.3 (84.7)     | 24.6 (76.3)     | 18.7 (65.7)     | 13.0 (55.4)     | 21.8 (71.2)      |
| 일일 평균 기온 °C (°F)                                       | 5.1 (41.2)      | 6.4 (43.5)      | 9.8 (49.6)      | 14.4 (57.9)     | 18.9 (66.0)     | 22.2 (72.0)     | 25.8 (78.4)     | 26.2 (79.2)     | 23.4 (74.1)     | 18.1 (64.6)     | 12.2 (54.0)     | 6.9 (44.4)      | 15.8 (60.4)      |
| 일평균 최저 기온 °C (°F)                                     | −0.1 (31.8)     | 0.8 (33.4)      | 4.0 (39.2)      | 8.3 (46.9)      | 13.2 (55.8)     | 18.3 (64.9)     | 22.1 (71.8)     | 22.2 (72.0)     | 18.9 (66.0)     | 12.6 (54.7)     | 6.6 (43.9)      | 1.5 (34.7)      | 10.7 (51.3)      |
| 역대 최저 기온 °C (°F)                                       | −12.0 (10.4)    | −8.5 (16.7)     | −6.3 (20.7)     | −3.0 (26.6)     | 2.6 (36.7)      | 7.9 (46.2)      | 14.2 (57.6)     | 15.1 (59.2)     | 7.3 (45.1)      | −1.2 (29.8)     | −4.1 (24.6)     | −7.7 (18.1)     | −12.0 (10.4)     |
| 평균 강수량 mm (인치)                                        | 74.7 (2.94)     | 117.4 (4.62)    | 167.9 (6.61)    | 190.7 (7.51)    | 228.5 (9.00)    | 647.4 (25.49)   | 537.2 (21.15)   | 287.0 (11.30)   | 287.1 (11.30)   | 109.4 (4.31)    | 100.6 (3.96)    | 84.8 (3.34)     | 2,832.7 (111.52) |
| 평균 강수일수 (≥ 1.0 mm)                                     | 8.0             | 8.9             | 12.2            | 11.1            | 10.2            | 16.9            | 14.9            | 13.7            | 11.5            | 7.3             | 8.6             | 7.4             | 130.7            |
| 평균 월간 일조시간                                           | 139.3           | 144.2           | 170.2           | 182.3           | 183.5           | 114.5           | 171.7           | 190.5           | 158.6           | 180.2           | 151.5           | 141.7           | 1,928.1          |
| 출처: 일본 기상청 (평년값: 1991년~2020년, 극값: 1977년~현재) |                 |                 |                 |                 |                 |                 |                 |                 |                 |                 |                 |                 |                  |

### 인접하는 자치체
- 미야자키현
  - 고바야시시
- 구마모토현
  - 히토요시시
  - 구마군 니시키정, 아사기리정
- 가고시마현
  - 이사시
  - 기리시마시
  - 아이라군 유스이정

## 역사
- 1889년 5월 1일 - 정촌제 시행으로 현재의 시역에 니시모로카타군 이노촌·가쿠토촌·마사키촌이 성립하였다.
- 1940년 4월 3일 - 이노촌이 정으로 승격해 이노정이 되었다.
- 1950년 4월 1일 - 마사키촌이 정으로 승격해 마사키정이 되었다.
- 1955년 2월 11일 - 가쿠토촌이 정으로 승격해 가쿠토정이 되었다.
- 1966년 11월 3일 - 이노정·가쿠토정·마사키정이 대등 합병해 에비노정이 성립하였다.
- 1970년 12월 1일 - 에비노정이 시로 승격해 에비노시가 되었다.

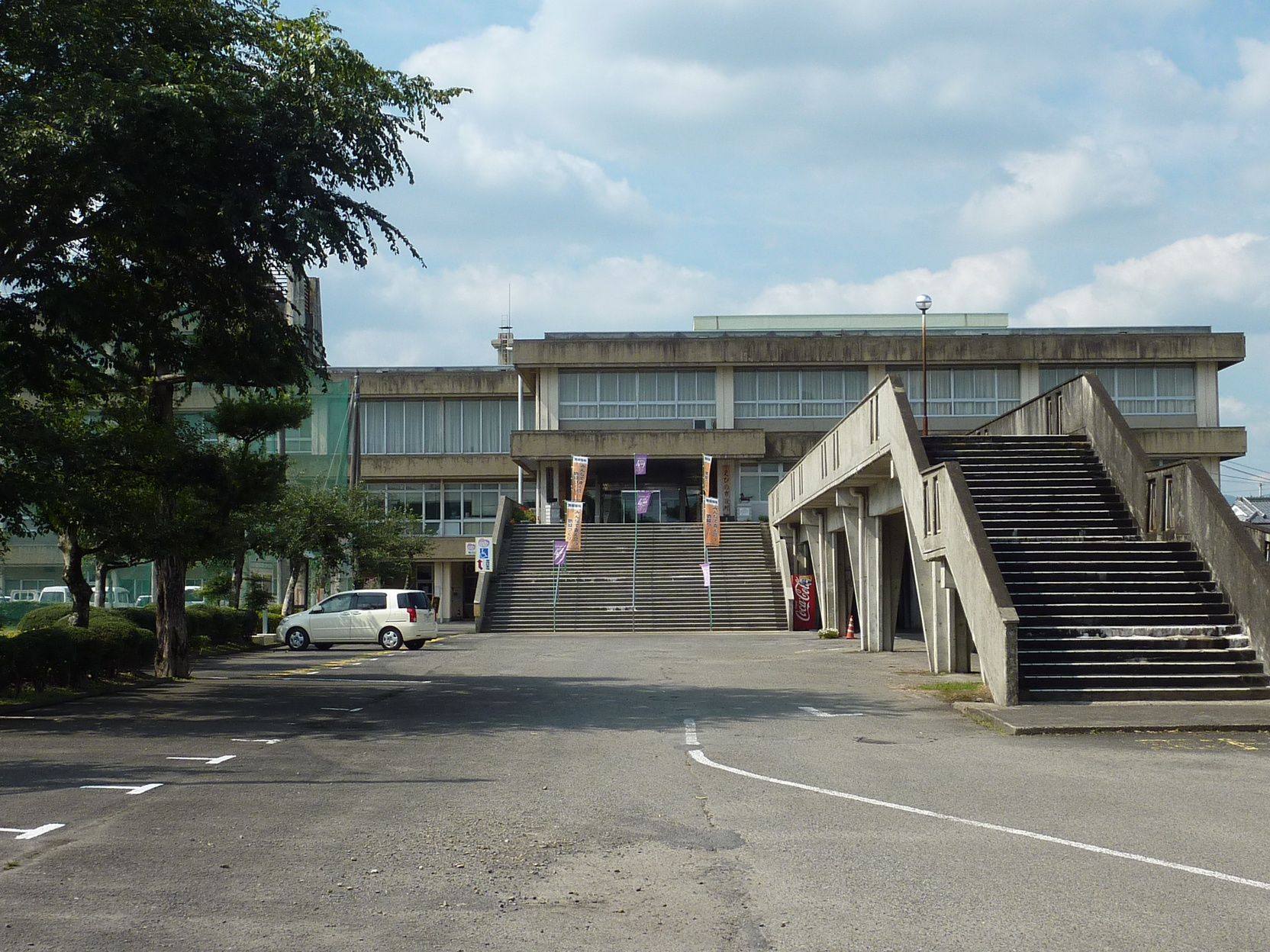
에비노시청

## 유래
새우가 솓구친 것에서 유래된 것으로 추정된다. 그래서 'えび'(에비)라는 일본어 낱말과 연관지었기 때문에 이 지역이 새우와 인연이 깊은 것으로 고안하였고 거기에서 유래된 것으로 알려져 있다.

## 교통

### 철도
- 규슈 여객철도
  - 깃토선
  - 히사쓰선

### 도로
- 규슈 자동차도
- 미야자키 자동차도
- 국도 221호선
- 국도 268호선
- 국도 447호선